# 亞麻胸甲

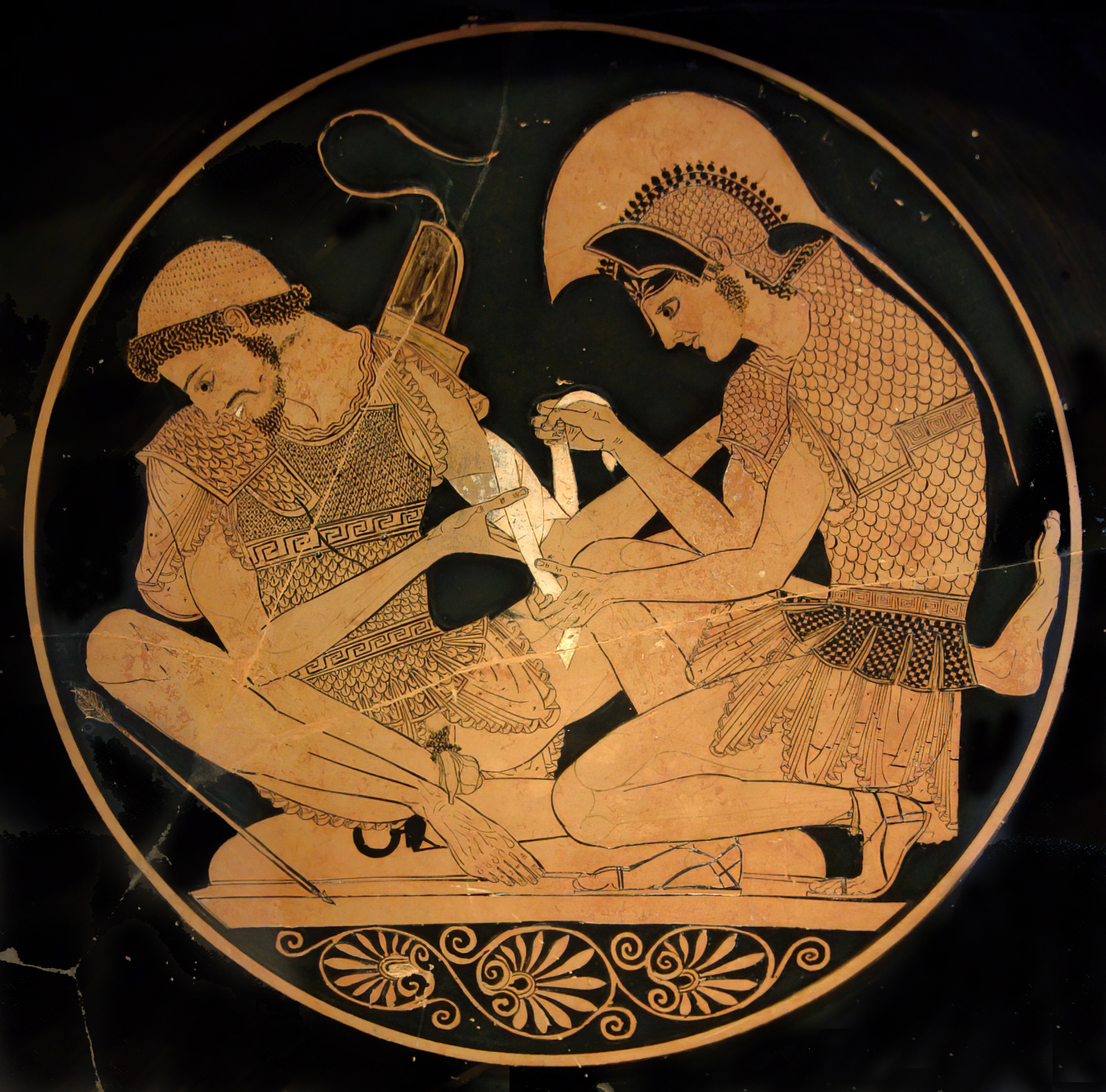
两个可能穿着亚麻胸甲的人

亚麻胸甲是一种古希腊的上身装甲，大概由青铜、亚麻和皮革制成。使用这种装甲的国家还包括从迈锡尼时代到希腊化时代之间的其他国家。最早的可考证记录来自荷马所著的伊利亚特，小埃阿斯就穿着这种装甲。因此，在雅典、底比斯、斯巴达和亚历山大大帝的军队出现之前好几个世纪，荷马已经了解了这种装甲。但是这种装甲的使用范围还不能完全确定。然而，通过亚历山大大帝使用这种装甲的记载，我们可以猜测到亚麻胸甲可能用作希腊重装步兵的青铜胸甲的替代品。
关于装甲构成的详细信息，荷马和其他作者仅提供了很少的资料。亚麻胸甲包括两块或两块以上的中空金属板（青铜），叫做thorax，用来覆盖胸部和背部。腰部有皮革或者毛布包裹，上面覆盖着一层金属防护装置，叫做mitra。又有一些金属板或者金属薄片用来覆盖上身的各个部位，叫做pteryges。一个用皮革和金属板执着的腰带用来缠在腰间，叫做zoster。
亚麻胸甲的制作过程还不得而知，因为还没有发现来自装甲的实物。唯一一件貌似亚麻胸甲的装甲在Vergina的一个坟墓被发现。这件装甲很可能用来参加某种仪式，因为它是由铁片构成，还镶嵌着黄金。它很可能是一件亚麻胸甲的镔铁复制品。
关于亚麻胸甲的制作材料，至今还存在很大争议。最普遍的理论认为，它的构成包括经亚麻纺织物，这些纺织物可能通过捶打或者绗缝被制成层状结构。装甲很可能具有12到20层。有些人也聲稱它由皮革所製成，或者其他材料，或者皮革和亚麻都有，可是几乎没有证据支持这种观点。有人也表示，装甲的层状结构可能使用胶水粘合起来，胶水提取自动物。虽然粘合得非常结实，但是也要防止雨水或者汗水的侵蚀。